# Provinz Cyangugu

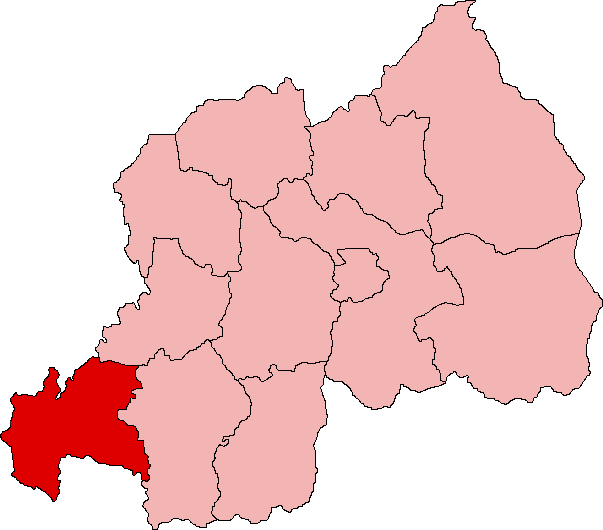
Lage der ehemaligen Provinz Cyangugu in Ruanda

Die Provinz Cyangugu war eine von zwölf Provinzen der ehemaligen Verwaltungsgliederung Ruandas. Im Januar 2006 wurden diese in eine kleinere Anzahl neuer Provinzen eingeteilt, um ethnisch vielfältigere Verwaltungsgebiete zu schaffen. Die Provinz Cyangugu befand sich im Südwesten Ruandas an der Grenze zur Demokratischen Republik Kongo im Westen und Burundi im Süden. Nachbarprovinzen waren im Nordosten Kibuye und im Osten Gikongoro. Provinzhauptstadt war Cyangugu. Im Westen lag die Provinz am Kiwusee.
Die Provinz unterteilte sich in die folgenden sieben Distrikte:
1. Cyangugu
2. Impala
3. Nyamasheke – ein gleichnamiger Distrikt Nyamasheke existiert heute in der Westprovinz
4. Gatare
5. Bukunzi
6. Bugarama
7. Gashonga

Vom 31. Oktober 2003 bis 1. Januar 2006 war Musa Fazil Harerimana Präfekt der Provinz Cyangugu.